# Креативная педагогика
Креативная педагогика — наука и искусство творческого обучения. Это — разновидность педагогики, противопоставленная таким видам педагогик, как педагогика принуждения, педагогика сотрудничества, критическая педагогикa (от англ. critical — Critical pedagogy). Креативная педагогика учит обучаемых учиться творчески, становиться созидателями самих себя и созидателями своего будущего.

## Снятие омонимии (снятие неоднозначности)
С одной стороны, креативная педагогика должна быть отдифференцирована от обучения творчеству как предмету /см., например, Фонд творческого образования (от англ. Creative Education Foundation), который этим занимается/. Так, например, можно обучать творчеству (даже творчеству!) совершенно нетворчески, то есть традиционными методами.
Креативная педагогика, напротив, может быть применена к ЛЮБОМУ предмету, будь это математика, физика, языки или экономика. До определенной степени можно сказать, что предмет изучения не имеет значения, а вот методология (тип педагогики) имеет: именно поэтому введение творческих методологий изменяет процесс обучения/изучения.
С другой стороны, нужно отдифференцировать креативную педагогику от творческого обучения, как такового. Так, например, учитель может быть очень творческим человеком и может быть даже лучшим учителем в школе, но может делать своё дело интуитивно (без знания и без преподавания специальных методов творческого развития), и тогда ученики будут любить и знать его предмет, но это не значит, что они сами станут творческими людьми или начнут творить в этой области знания.
Креативная педагогика — это наука и искусство творческого обучения, или, другими словами, знание и исследование того, как формировать (развивать) творчество и творческую личность, а также умение и искусство применять это знание, то есть делать это творчески в любом предмете обучения.

## Определение
Андрей Алейников, автор термина и концепции креативной педагогики, дал ей определение в виде формулы изобретения, точной словесной формулы, используемой в технологии для описания изобретений.
«Педагогика креативной ориентации, содержащая педагогическое воздействие на субъект для освоения определенного учебного материала (учебного предмета) и отличающаяся тем, что с целью повышения эффективности обучения педагогическое воздействие осуществляется на фоне центробежного надкритического взаимодействия, при этом обучаемый переводится из ранга объекта воздействия в ранг субъекта творчества (креативности), а традиционный (основной) учебный материал переводится из ранга предмета освоения в ранг средства достижения некоторой созидательной цели, дополнительный же материал содержит описание и показ действия эвристических приемов и методов».
Креативная педагогика была практически сразу признана (опубликована) за рубежом — в 1990. А авторы, например, Энциклопедического словаря-справочника не только включили статью о креативной педагогике, но также и прокомментировали ту необычную форму, в которой она была дана — формулу изобретения.

## Этимология
См. Креативность и педагогика

## Цель
Цель креативной педагогики состоит в том, чтобы преобразовать ЛЮБОЙ предмет (класс, курс, программу, школу) в творческий учебный процесс, который воспитывал бы творческих учащихся (учащихся «на всю оставшуюся жизнь», умеющих и любящих самообучаться) — намного более эффективных, чем выпускаемые традиционной школой. Такой процесс преобразования традиционного предмета (класса, курса, программы, школы) называется «креативной или творческой ориентацией».

## Дискуссия
Типичное возражение на введение креативной педагогики, как нового вида педагогики, звучит так: «Любая педагогика является творческой.» Хороший ответ на это, «Да, до некоторой степени. Но каков в них уровень достигаемого творческого развития? И к тому же в дискуссии лучше избегать таких абсолютизаторов, как „любой, каждый, всякий, везде, всегда“, и т. д., потому что один контр-пример может разбить такой „абсолютизированный“ аргумент: например, насколько творческими являются обучение из под палки, зубрежка или муштра?»
В объективной действительности, несмотря на лозунги и вдохновляющую практику великих педагогов прошлого, таких как Ян Амос Коменский,Иоганн Генрих Песталоцци, Рудольф Штейнер, Мария Монтессори, Антон Семёнович Макаренко, и т. д.), несмотря на пожелания родителей и опекунов, тип педагогики зависит от потребностей общества.
- Когда общество нуждалось в собирателях, рыбаках и охотниках (в древние времена), там существовала примитивная педагогика (обучение) следования, которая производила собирателей, рыбаков и охотников на простом примере («Делай как я! Следуй за мной!»). Этого было достаточно, чтобы произвести (воспитать) собирателей, рыбаков, охотников, и даже воинов.
- Когда общество нуждалось в ораторах и философах, возникала педагогика (студии Древней Греции), ориентированная на воспитание оратора или философа в классах риторики, в общественных дискуссиях (а когда Сократ ввел новую методологию, теперь известную как метод Сократа, он был приговорен к смерти).
- Когда общество нуждалось в большем количестве мастеровых, в этом обществе появлялись технические школы (мастерские) и, соответственно, педагогики для обучения техническим умениям и навыкам.
- Когда обществу понадобились более образованные инженеры и доктора, в нем появилась педагогика приобретения знаний (школы, колледжи, университеты).
- Когда в середине XX века оказалось, что существующие способы преподавания и решения задач не достаточны для удовлетворения потребностей общества, то появились школы для обучения творческому решению задач, школы обучения творчеству, и как результат этого развития, новая педагогика, которая получила название креативной педагогики.

Все эти типы педагогик существуют и сосуществуют в современной педагогике, но текущее столетие многие считают веком творчества и инноваций. Общество нуждается в большем количестве творческих людей. Появление и рост так называемого творческого класса (от англ. Creative Creative class) является реальностью. Именно поэтому появляется креативная педагогика как педагогика, стремящаяся к воспитанию созидателя (творческого человека), способного справиться с постоянно растущей сложностью жизни и ускоренным развитием общества.
Креативная педагогика вбирает в себя результаты исследований в области развития творческого потенциала таких авторов, как Уоллес (Graham Wallas), Осборн (Alex Osborn), Гордон (Gordon), Гилфорд (J.P. Guilford), Парнес (Sid Parnes), Торранс (Ellis Paul Torrance), Дэвис (Gary Davis), Генрих Альтшуллер, и т. д.) и приносит это в класс (курс, программу, школу), чтобы значительно улучшить процесс обучения.
Статья "Гуманное творчество, " опубликованная в Энциклопедии творчества / Encyclopedia of Creativity, объясняет, что креативная педагогика, как новое направление в науке об обучении, обобщает и объясняет все от музыки и художественных классов до творчески ориентированных курсов, так тщательно собранных и точно описанных Алексом Осборном [5] … Креативная педагогика обобщает:
- уроки искусства
- техническое творчество
- психологию творчества
- творческое решение проблем
- творчески-ориентированные программы обучения

Следующий естественный шаг после создания креативной педагогики должен был проверить, могут ли теория и практика творческого обучения передаваться другим учителям, профессорам или вообще педагогам. Креативная мета-педагогика — наука и искусство обучения учителей тому, как преподавать творчески, появилась как ответ на этот вопрос в 1990—1992. Обучение эвристическому мышлению — это часть креативной педагогики, а обучение эвристическому мышлению учителя — это часть креативной мета-педагогики.

## Некоторые примеры первого применения креативной педагогики
- креативно-ориентированная лингвистика, Военный Институт Министерства Обороны, Москва, Россия, 1984-92
- креативное управление, Центр креативных исследований, Российская Академия Наук, Москва, 1990—1992
- Word Origins and Usage / Происхождение и использование слов (ENG2210),
- Effective Communication / Эффективная коммуникация (COM1110),
- Psychology of Creativity / Психология творчества (PSY3390),
- Foundations of creative education / Основы творческого образования (EDU6625), Тройский университет, Монтгомери, Алабама, 1994—2006.

К 2006 г. креативная педагогика и креативная мета-педагогика в форме многочисленных программ для учителей, менеджеров, и руководителей в области образования и бизнеса распространились от США до Пакистана, Сингапура, Таиланда и Южной Африки.
В России, где была опубликована первая работа о креативной педагогике, этот термин также использовался позже для коммунарского воспитания как «коллективная креативная педагогика» в работе Иванова И. П. Интересное определение цели креативной педагогиги появилось в работе Злотина и Зусман.
Понятие креативной педагогики было использовано многочисленными исследователями и педагогами (см. Круглов, Морозов и Чернилевский в монографиях и диссертационных исследования как в России (Google «креативная педагогика»), так и за рубежом (Google «creative pedagogy»). В настоящее время термин «креативная педагогика» становится общепринятым и используется все более широко, а его разновидности, такие, например, как, «создание креативной дидактической среды» становятся предметом диссертационных исследований.